# Scirpophaga praelata
Scirpophaga praelata — вид лускокрилих комах родини вогнівок-трав'янок (Crambidae).

## Поширення
Вид поширений в більшій частині Європи (крім Ірландії, Великої Британії, Португалії, Бенілюксу, Німеччини, Фенноскандії, Естонії та Латвії), в Туреччині, Ірані, Сирії, Лівані, Північній Африці, Японії, Тайвані, Китаю та Австралії. Присутній у фауні України.

## Опис
Розмах крил 28-32 мм.

## Спосіб життя
Личинки живляться листям різних видів комиша (Scírpus).